# Красная Нива (Мордовия)
Красная Нива — деревня в Большеигнатовском районе Мордовии. Входит в состав Киржеманского сельского поселения.

## История
В «Списке населённых мест Симбирской губернии за 1863» Новое Жабино удельная деревня из 19 дворов в Ардатовском уезде. В основе названия собственое имя Шабала (Шаба). 16 апреля 1941 г. из-за неблагозвучности названия деревня Новое Жабино (наряду со Старым Жабино) переименована в Красную Ниву.

## Население
| 2002 | 2010 |
| ---- | ---- |
| 192  | ↘170 |

Национальный состав
Согласно результатам Всероссийской переписи населения 2002 года, в национальной структуре населения мордва-эрзя составляли 85 %.